# توروك (توروك)
توروك هو دُوَّار يقع بجماعة ملعب، إقليم الرشيدية، جهة درعة تافيلالت في المملكة المغربية. ينتمي الدوّار لمشيخة توروك التي تضم 5 دواوير. يقدر عدد سكانه بـ 2655 نسمة حسب الإحصاء الرسمي للسكان والسكنى لسنة 2004.وتعد اللغة الأمازيغية لغة رسمية للمنطقة، كما تنتمي بلدة توروك إلى تحدية أيت عطى 

## روابط خارجية
- البوابة الوطنية للجماعات الترابية نسخة محفوظة 12 مارس 2018 على موقع واي باك مشين.
- المندوبية السامية للتخطيط